# Озерки (исторический район)
Озерки́ — исторический район на севере Санкт-Петербурга. Дачная местность — со 2-й половины XIX века. Включён в черту города в 1963.
Район получил своё название от расположенных здесь Суздальских, или Парголовских, озёр.
Одноимённая железнодорожная станция, построена в 1902 году, Октябрьской железной дороги (ранее — Финляндской) на участке Санкт-Петербург — Выборг и станция метро, вступившая в строй 19 августа 1988 года.
Территория входит в состав муниципального округа Шувалово-Озерки.

## История
Первые поселения на территории района, зафиксированные в письменных источниках, появились не позднее 1500 года, когда окладная переписная книга Водской пятины фиксирует на берегах озера Паркола крестьянские поселения (они относились к Воздвиженскому Карбосельскому погосту с центром на Охте и принадлежали Никольскому монастырю).
Новое освоение района началось ещё в середине XVIII в., загородные дома и дачи представителей многих знатных фамилий Петербурга строились именно здесь. С начала XX века на Суздальских озёрах устраивались катания на лодках, эта традиция сохранилась и по сей день.
На даче в Озерках в 1906 произошло убийство Георгия Гапона.
В Озерках в том же 1906 году был написан шедевр Александра Блока — «Незнакомка».
Блокадная книга повествует, что весной 1942 года ленинградцы собирали в Озерках одуванчики, из листьев которых они готовили себе супы, а из корневищ лепешки.

## Достопримечательности
- Спасо-Парголовская церковь XIX века.
- Здание бывшей Троицкой церкви под Поклонной горой (с 1962 в здании располагается Дом молитвы евангельских христиан-баптистов[3])
- Поклонная гора
- Памятник И. В. Сталину на Поклонной горе (открыт в конце 1949 г., демонтирован в конце 1961 г.)
- Дача Лесснера (Варваринская ул., д. 12)
- Дом купца Кудрявцева (Александровская ул., д. 2)
- Памятник поэту Сергею Есенину (угол Северного проспекта и улицы Есенина)
- Памятник микробиологу П. Н. Кашкину (улица Сантьяго-де-Куба, бронзовый бюст, открыт в 2005 году)
- Железнодорожная станция Шувалово
- На самой высокой точке Поклонной горы у пересечения Выборгского шоссе со Старо-Парголовским проспектом (ныне — Мориса Тореза) находилась дача Бадмаева, который лечил Григория Распутина. Некоторое время в даче размещалось 36-е отделение милиции г. Ленинграда. Со стороны Поклоногорской улицы дача напоминала церковь. В настоящее время дача снесена.

## Основные улицы
- Большая Озёрная улица (проходит вдоль Суздальских озёр);
- Елизаветинская улица;
- Выборгское шоссе;
- улица Есенина;
- улица Композиторов;
- улица Сантьяго-де-Куба (бывш. Больничный переулок);
- проспект Луначарского;
- Поклонногорская улица;
- Северный проспект;
- улица Сикейроса;
- Суздальский проспект;
- Учебный переулок (в 1983—1990 гг. — ул. Вилле Песси);
- проспект Энгельса;
- проспект Художников.

## Инфраструктура
- Учебные заведения: школа № 65, Ломоносовская гимназия (школа № 73), школа № 453 им. Сергея Жукова, школа № 457 (с углубленным изучением английского языка), № 463 им. Героя Советского Союза В. И. Минакова, школа № 483 (с углубленным изучением информатики), лицей № 486, специальная коррекционная школа № 487 VIII вида, лицей № 488, школа № 494, школа № 558 (с углубленным изучением математики), гимназия № 622.
- Торгово-развлекательные комплексы: «Озерки», «Вояж», «Родео Драйв» (есть аквапарк), «Ярус», «Авеню»; «Гранд Каньон».
- Гостиница «Озерки».
- Медицина: 2-я городская больница, больница Святого Великомученика Георгия, поликлиника N°71.